# Walton (Nebraska)
Walton es un lugar designado por el censo ubicado en el condado de Lancaster en el estado estadounidense de Nebraska. En el Censo de 2010 tenía una población de 306 habitantes y una densidad poblacional de 33,17 personas por km².

## Geografía
Walton se encuentra ubicado en las coordenadas 40°47′46″N 96°33′57″O / 40.79611, -96.56583. Según la Oficina del Censo de los Estados Unidos, Walton tiene una superficie total de 9.23 km², de la cual 9.23 km² corresponden a tierra firme y (0%) 0 km² es agua.

## Demografía
Según el censo de 2010, había 306 personas residiendo en Walton. La densidad de población era de 33,17 hab./km². De los 306 habitantes, Walton estaba compuesto por el 96.08% blancos, el 0.65% eran afroamericanos, el 0.65% eran amerindios, el 1.31% eran asiáticos, el 0% eran isleños del Pacífico, el 0% eran de otras razas y el 1.31% pertenecían a dos o más razas. Del total de la población el 0.33% eran hispanos o latinos de cualquier raza.